# Leonardo da Vinci-bron

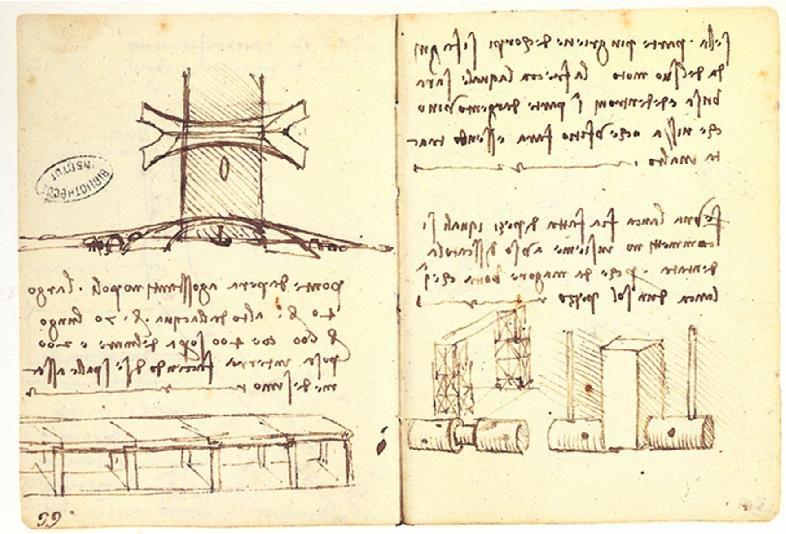
Den föreslagna bron över Gyllene hornet i da Vincis teckning

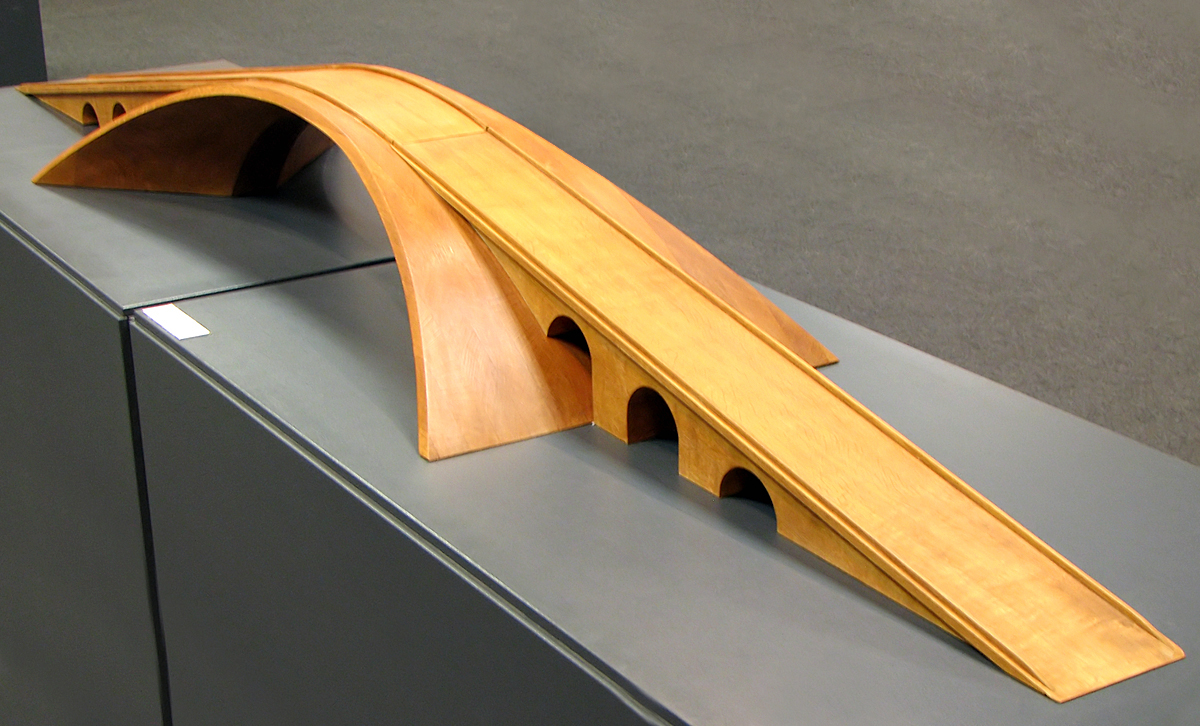
Trämodell av Leonardo da Vincis Gyllene hornetbro

Leonardo da Vinci-bron är en 108 meter lång norsk gångbro i trä över E18 vid Nygårdskrysset i  Ås kommun som genomförts på initiativ av och under medverkan av Vebjørn Sand.

## Leonardo da Vincis projekt
Leonardo da Vinci föreslog 1502 en 240 meter lång och 24 meter bred bro över Gyllene hornet i dåvarande Konstantinopel i nuvarande Turkiet för sultanen Bayezit II. Skissen till bron och brevet med förslaget hade varit försvunna i mer än 400 år, när de återfanns 1956. Förslaget till bron innefattade ett huvudspann i form av en 240 meter lång båge med 43 meter segelfri höjd.  
Om förslaget hade genomförts, hade bron blivit världens längsta bro. Leonardo da Vinci påstås ha blivit inspirerad av den då nyligen färdigställda Ponte Alidosi över floden Santerno vid Castel del Rio nära Bologna, som hade en 42 meter hög halvcirkulär båge.

## Vebjørn Sands projekt
Vebjørn Sand såg Leonardo da Vincis broskiss 1985. Tio år senare såg han en modell av bron på en utställning i Stockholm och fick idén om en sådan bro i full skala. Han föreslog ett sådant bygge för Statens vegvesen, som 1997 beslöt att bygga en "da Vinci-bro" för att ersätta vad som ansågs vara Norges fulaste bro.
Av flera materialförslag valdes limträ. Moelven Industrier ASA hade byggt världens största tak av limträ till Håkan Bull-hallen i Lillehammer för Olympiska vinterspelen 1994 och valdes som leverantör. Bron byggdes i stora sektioner på fabrik och placerades på plats av kranar. Mittspannet har tre parallella och åtskilda bågar: en mittbåge som bär upp gångbanan och två sidobågar som stabiliserar konstruktionen. Mittspannet är på 40 meter och hela brolängden är 108 meter.
Bron öppnades 2001.

## Utbyggnad av E18
Uppgraderingen av E18 med breddning till en fyrfilig motorväg förbi Nygårdskrysset innebar problem, i och med att bron var för kort för normal vägbredd. Detta löstes till slut så att Vegdirektoratet godkände projektledarens förslag att minska vägrenarnas bredd från 3 till 1,5 meter på vägsträckningen under bron.